# Калинин (Гулёвское сельское поселение)
Калинин — посёлок на правом берегу реки Вепринка в Клинцовском районе Брянской области, в составе Гулёвского сельского поселения.

## История
Возник в середине XIX века как хутор Сукинка с заводом. После революции организован колхоз имени Калинина по которому бывший хутор получает современное название.
В середине XX в. - колхоз им. Калинина. 

## Население
400 человек (1926), 61 человек (2016), 61 человек (2017).
| 2010 | 2013 |
| ---- | ---- |
| 98   | ↘92  |

Будет упразднен как фактически не существующий в связи с переселением всех жителей на постоянное место жительства в другие населённые пункты.